# Dietrich Wetzel
Dietrich Wetzel (* 27. Oktober 1936 in Berlin; † 2. September 2006 in Frankfurt am Main) war ein deutscher Politiker (Grüne). Von Beruf Diplom-Ingenieur und Soziologe, war er von 1987 bis 1990 Mitglied des Deutschen Bundestags.

## Leben
Wetzel machte sein Abitur in Nürnberg und arbeitete als Hauer unter Tage im Steinkohle- und Erzbergbau. Anschließend studierte er Bergbau an der Technischen Hochschule Clausthal und an der Technischen Universität Berlin. Gleichzeitig absolvierte Dietrich Wetzel ein Studium in Soziologie und Philosophie an der Freien Universität Berlin. Er verstarb am 2. September 2006 in Frankfurt am Main. Seine Urne wurde auf dem Frankfurter Hauptfriedhof beigesetzt.

## Studentenbewegung
Wetzels politische Arbeit begann als AStA-Vorsitzender in Clausthal und später als Vorsitzender des Verbandes Deutscher Studentenschaften (VDS) in Bonn. Zunächst war er Mitglied der SPD und des Sozialistischen Deutschen Studentenbundes (SDS), wurde jedoch aus der SPD ausgeschlossen, war Vorsitzender des Berliner SDS und Mitglied des SDS-Bundesvorstands.
Im Jahr 1967 ging er nach Frankfurt, um von Theodor Adorno und Max Horkheimer zu lernen. Er war engagiert in der bundesweiten anti-autoritären Bewegung, vor allem in den Aktionen gegen den Vietnamkrieg und in Initiativen für eine Reform des fachidiotischen Lehrbetriebs an den Universitäten. Wetzel war Gründungsmitglied der Frankfurter Technologie-Projektgruppe: Systematische Auseinandersetzung mit den Beziehungen zwischen Produktivkraftentwicklungen und kapitalistischen Produktionsverhältnissen. Organisierung der ersten Anti-Kriegsforschungskampagne.Vietnamkrieg
Im Jahr 1978 war er mitverantwortlich für den ersten Ökologie-Kongress, der aus einer Zusammenarbeit zwischen Sozialistischem Büro (SB) und Jungsozialisten hervorging.

## Publizist, Dozent und Sozialforscher
Wetzels publizistische Tätigkeit begann 1960 als Herausgeber der Studie „Erziehungswesen und Judentum“ – eine Analyse der Lehrerbildung und des Schulunterrichts im Hinblick auf den neuen Antisemitismus. 1963 veröffentlichte er gemeinsam mit Michael Mauke unter dem Pseudonym „Lutz E. Finke“ das Buch „Gestatte mir Hochachtungsschluck. Bundesdeutschlands korporierte Elite“ (Rütten & Loening Verlag Hamburg). 1979 veröffentlichte er den Band „Zum ‚Fall Brückner‘. Tatsachen und Tendenzen“ (Internationalismus Verlag). 1983 war er Herausgeber und Mitautor des Buchs „Die Verlängerung von Geschichte. – Deutsche, Juden und der Palästinakonflikt“ (Verlag Neue Kritik). Im Jahr 1984 schrieb er die vom hessischen Landesverband der Grünen herausgegebene Broschüre: „Der Stoff aus dem sie Bomben bauen. – Die Ausbaupläne der Nuklearindustrie in Hanau.“
Von 1964 bis 1967 war er tätig am Institut für angewandte Sozialwissenschaften in Bad Godesberg (INFAS) und verantwortlich für die Forschungsbereiche Gewerkschaften und Neo-Faschismus. Von 1970 bis 1979 lehrte er an der Universität Frankfurt. Die Schwerpunkte der Lehrtätigkeit betrafen Themen wie Faschismus, marxistische Gesellschaftstheorien und die Geschichte der Sozialwissenschaften. Seine Forschungsschwerpunkte waren die Staatliche Steuerung der Forschungs- und Technologiepolitik.
Im Auftrag des United Nations Development Programme (UNDP) machte Dietrich Wetzel eine Studie für die Regierung von Tansania über die Möglichkeiten des Ersatzes importierter Energieträger durch einheimische unter Berücksichtigung der ökonomischen und sozialen Folgenabschätzung. Von 1980 bis 1983 war er Lektor für Politik im Verlag Neue Kritik. Fortan arbeitete er als technischer Übersetzer und Gutachter. Nach seiner Tätigkeit als Bundestagsabgeordneter (1987–1990) arbeitete Dietrich Wetzel wieder freiberuflich als technischer Übersetzer und Gutachter und forschte für die United Nations.

## Bundestagsabgeordneter für Die Grünen
Wetzel trat im Jahr 1982 den Grünen bei. Seine politische Arbeit konzentrierte sich auf die Atom- und Energiepolitik. Er war Autor der vom hessischen Landesverband der Grünen 1984 herausgegebenen Broschüre: „Der Stoff aus dem sie Bomben bauen. – Die Ausbaupläne der Nuklearindustrie in Hanau.“
Von 1987 bis 1990 Mitglied war Wetzel Bundestagsabgeordneter der Fraktion Die Grünen. Er bekleidete das Amt des Vorsitzenden des Ausschusses für Bildung und Wissenschaft und war Mitglied im Ausschuss für Forschung und Technologie. Seine damaligen politischen Schwerpunkte waren:
- Klimaschutzprogramm
- Programm zur Förderung von Solar-Wasserstoff-Technologien
- Technikfolgenabschätzung
- Raumfahrtpolitik
- Ost-Westkooperation im Hochschul- sowie im Forschungs- und Technologiebereich
- Nah-Ost-Politik.

Im Jahr 1988 organisiert er den „Kongress gegen Antisemitismus“ in Frankfurt und leitete das Berliner Unterstützungsbüro der Grünen für Bürgerrechtsgruppen in der DDR. 1990 erlangte Wetzel einen aussichtsreichen Listenplatz für die Bundestagswahl 1990. Die Grünen scheiterten jedoch an der 5-Prozent-Hürde.